# Districtul Than To
Than To (în thailandeză ธารโต) este un district (Amphoe) din provincia Yala, Thailanda, cu o populație de 21.323 de locuitori și o suprafață de 648,0 km².

## Componență
Districtul este subdivizat în 4 subdistricte (tambon), care sunt subdivizate în 33 de sate (muban).
| Nr. | Nume       | În thailandeză | Sate | Locuitori |  |
| --- | ---------- | -------------- | ---- | --------- |  |
| 1.  | Than To    | ธารโต          | 7    | 4,590     |  |
| 2.  | Ban Rae    | บ้านแหร         | 11   | 6,538     |  |
| 3.  | Mae Wat    | แม่หวาด         | 8    | 7,705     |  |
| 4.  | Khiri Khet | คีรีเขต          | 7    | 2,490     |  |

|| 
|}